# Cantharellula
Cantharellula Singer (pieprzniczka) – rodzaj grzybów z rodziny wodnichowatych (Hygrophoraceae).

## Systematyka i nazewnictwo
Pozycja w klasyfikacji: Hygrophoraceae, Agaricales, Agaricomycetidae, Agaricomycetes, Agaricomycotina, Basidiomycota, Fungi (według Index Fungorum).
Takson utworzył w 1936 r. Rolf Singer. Polską nazwę podał Władysław Wojewoda w 2003 r., wcześniej w polskim piśmiennictwie mykologicznym rodzaj ten opisywany był jako pieprznik. W Polsce występuje tylko 1 gatunek należący do tego rodzaju.
Gatunki występujące w Polsce:
- Cantharellula umbonata (J.F. Gmel. Singer) – pieprzniczka szarawa

Nazwy naukowe na podstawie Index Fungorum. Wykaz gatunków i nazwy polskie według Władysława Wojewody.